# René Bertschy
René Bertschy (* 11. Januar 1912 in Bern als René Bärtschy; † 28. November 1999 in Zürich) war ein Schweizer Jazzmusiker (Bassist, zunächst Schlagzeuger) und Bandleader.

## Leben und Wirken
Bertschy absolvierte nach der Volksschule das Technikum, fand aber keine Anstellung und wurde daher Musiker. Zuvor spielte er Schlagzeug in verschiedenen Amateurbands. 1935 schloss er sich der niederländischen Profiband Chocolate Kiddies an, als diese im Berner Chikito gastierte. Nach Auftritten in verschiedenen europäischen Städten ging er mit den Chocolate Kiddies nach Holland, wo er seine spätere Frau Kitty Ramon kennenlernte. Zwischenzeitlich nahm er 1937 auch mit Coleman Hawkins und Ernest Berner auf. Kurz vor Ausbruch des Zweiten Weltkriegs zog er mit Kitty Ramon in die Schweiz, wo sie zusammen mit seinem Bruder Leon Bertschy die Band Swing Kiddies gründeten, ferner spielte er mit The Lanigiros. Später spielte er bei Buddy Bertinat und vor allem bei Teddy Stauffer und dann bei Eddie Brunners Original Teddys, wo er auch an diversen Schallplattenaufnahmen beteiligt war. Mit den Original Teddys wirkte er auch beim Film Margrittli und d’Soldate (1940) mit. Dann spielte er bis 1947 beim Basler Orchester Lanigiro, um anschliessend mit den Continentals eine eigene Band zu gründen, mit der er mehrfach auf Deutschlandtournee war und zu der anfangs Rolf Goldstein gehörte. Ab 1963 war er im Handel tätig und wohnte in Basel, bevor er 1968 nach Zürich zog.

## Lexigraphischer Eintrag
- Bruno Spoerri (Hrsg.):  Biografisches Lexikon des Schweizer Jazz. CD-Beilage zu: Bruno Spoerri (Hrsg.): Jazz in der Schweiz. Geschichte und Geschichten. Chronos-Verlag, Zürich 2005, ISBN 3-0340-0739-6.